# جيري هوبز
جيري هوبز (بالإنجليزية: Jerry Hobbs)‏ هو لغوي أمريكي، ولد في 25 يناير 1942.